# Бел Плејн (Ајова)
Бел Плејн (енгл. Belle Plaine) град је у америчкој савезној држави Ајова. По попису становништва из 2010. у њему је живело 2.534 становника.

## Демографија
Према попису становништва из 2010. у граду је живело 2.534 становника, што је -344 (-12.0%) становника више него 2000. године.
| Група             | 2000.         | 2010.         |
| Белци             | 2.830 (98,3%) | 2.456 (96,9%) |
| Афроамериканци    | 2 (0,1%)      | 8 (0,3%)      |
| Азијати           | 5 (0,2%)      | 10 (0,4%)     |
| Хиспаноамериканци | 19 (0,7%)     | 42 (1,7%)     |
| Укупно            | 2.878         | 2.534         |